# Simulium ibericum
Simulium ibericum es una especie de insecto del género Simulium, familia Simuliidae, orden Diptera.
Fue descrita científicamente por Crosskey & Santos Gracio, 1985.